# Santiago Casillas
Juan Santiago Casillas Escobedo (Ciudad de México, 12 de agosto de 1989) más conocido como Santiago Casillas, es un cantante, compositor, guitarrista y productor mexicano. Es vocalista y fundador del grupo de indie rock; Little Jesus. En 2023 su álbum debut Norte fue certificado disco de oro por la Asociación Mexicana de Productores de Fonogramas y Videogramas (AMPROFON) por más de 30 000 copias vendidas.
Con su banda ha ganado siete premios en los Indie-O Music Awards entre los que se encuentran canción del año con «Azul», mejor disco rock con Norte, mejor acto en vivo, artista nuevo y banda del año en 2014,  así como mejor arte/empaque con la versión japonesa de Norte, y video del año con «Norte». También fueron nominados a video del año con «Cretino» y a mejor acto en vivo en 2015. 
Nacido y criado en la Ciudad de México, estudio música en el Berklee College of Music de Boston. En 2012 fundó Little Jesus, una banda de indie rock. Casillas ha destacado por su habilidad para fusionar géneros y por ser una de las figuras más relevantes de la nueva ola del rock alternativo en español. Con formación autodidacta en música, Santiago además de cantante, se desempeñas también como compositor y multiinstrumentista. Bajo su liderazgo, Little Jesus lanzó su primer álbum Norte en 2013, que rápidamente ganó popularidad.
Han trabajado en varios discos exitosos como Río Salvaje de 2016 y Disco de oro de 2019, en los que ha colaborado con otros músicos de renombre. Además de su papel como frontman, ha sido el principal impulsor de la evolución sonora de la banda, explorando desde el pop experimental hasta ritmos tradicionales latinoamericanos. Casillas ha citado influencias musicales que van desde The Strokes, Depeche Mode y Phoenix hasta géneros de la música latina.

## Carrera artística

### 2012-presente: Con Little Jesus
En 2012, Santiago, durante un descanso en la Ciudad de México, tuvo la oportunidad de abrir su primer concierto como parte de Little Jesus en un evento de Matilda Manzana en el Imperial. Este concierto marcó el debut oficial de la banda. Casillas, quien había estado estudiando música en Berklee College of Music en Boston, decidió regresar a México al percibir más oportunidades para su proyecto musical en la capital mexicana, comparado con la limitada oferta de espacios para presentaciones en Boston.
Santiago y los miembros de la banda provienen de diversas formaciones: él estudió música en Berklee, Manolo (baterista) es chef, Carlos (bajista) es ingeniero mecánico, y uno de los integrantes es diseñador y propietario de un estudio de grabación. El nombre —Little Jesus— surgió como un alias que Santiago había creado antes de su partida a Boston, incluso fabricando collares con el logo que repartía entre amigos y músicos.
Con Little Jesus ha lanzado cuatro álbumes de estudio: Norte (2013), Río salvaje (2016),Disco de oro (2019) y El show debe continuar (2024) Cuentan con un álbum con versiones en japonés; Norte (Japanese versión) (2014). Entre sus canciones más populares se encuentran: «Azul», «Pesadilla», «Berlín», «Norte», «Color», «Químicos», «Se fue», «Presente», «La magia», «TQM», «Los años maravillosos», «Fuera de lugar», «Disco de oro», «Gracias por nada», etc. Su álbum debut Norte fue certificado disco de oro otorgado por la Asociación Mexicana de Productores de Fonogramas y Videogramas (AMPROFON).

## Discografía
Con Little Jesus
| Álbumes de estudio - 2013: Norte - 2016: Río salvaje - 2019: Disco de oro - 2024: El show debe continuar | Otros álbumes - 2014: Norte (Versión japonesa) |

## Premios y nominaciones
Con Little Jesus

### Galardones
| Año  | Entrega      | Categoría           | Nominación               | Resultado | Ref.   |
| ---- | ------------ | ------------------- | ------------------------ | --------- | ------ |
| 2014 | Premios IMAS | Canción del año     | «Azul»                   | Ganadores | [ 20 ] |
| 2014 | Premios IMAS | Mejor acto en vivo  | Little Jesus             | Ganadores | [ 20 ] |
| 2014 | Premios IMAS | Artista nuevo       | Little Jesus             | Ganadores | [ 21 ] |
| 2014 | Premios IMAS | Mejor banda del año | Little Jesus             | Ganadores | [ 21 ] |
| 2014 | Premios IMAS | Mejor disco rock    | Norte                    | Ganadores | [ 22 ] |
| 2015 | Premios IMAS | Mejor Arte/Empaque  | Norte (Versión japonesa) | Ganadores | [ 23 ] |
| 2015 | Premios IMAS | Video del año       | «Norte»                  | Ganadores | [ 24 ] |

### Nominaciones
| Año  | Entrega      | Categoría          | Nominación   | Resultado | Ref.   |
| ---- | ------------ | ------------------ | ------------ | --------- | ------ |
| 2014 | Premios IMAS | Video del año      | «Cretino»    | Nominados | [ 25 ] |
| 2015 | Premios IMAS | Mejor acto en vivo | Little Jesus | Nominados | [ 26 ] |